# Södra Långtjärnen (Lima socken, Dalarna)
Södra Långtjärnen är en sjö i Malung-Sälens kommun i Dalarna och ingår i Dalälvens huvudavrinningsområde.